# LJ Volley Modène
Maillots
Le LJ Volley est un ancien club italien de volley-ball féminin basé à Modène qui a fonctionné de 2013 à 2016.

## Palmarès
- Coupe d'Italie
  - Finaliste : 2015[1]

## Effectifs

### Saison 2015-2016
| No                                          | Nom                                         | Date de naissance                           | Taille                         | Poids                          | Poste                          |
| ------------------------------------------- | ------------------------------------------- | ------------------------------------------- | ------------------------------ | ------------------------------ | ------------------------------ |
| 1                                           | Floriana Bertone                            | 19 novembre 1992                            | 202                            | 80                             | Centrale                       |
| 2                                           | Giulia Carraro                              | 25 juillet 1994                             | 174                            | 69                             | Passeuse                       |
| 3                                           | Nicole Gamba                                | 2 juin 1998                                 | 168                            |                                | Libero                         |
| 4                                           | Jessica Rivero                              | 15 mars 1995                                | 182                            | 80                             | Réceptionneuse-attaquante      |
| 5                                           | Laura Heyrman                               | 17 mai 1993                                 | 187                            | 70                             | Centrale                       |
| 6                                           | Chiara Di Iulio                             | 5 mai 1985                                  | 184                            | 65                             | Réceptionneuse-attaquante      |
| 7                                           | Raphaela Folie                              | 7 mars 1991                                 | 187                            | 82                             | Centrale                       |
| 8                                           | Marta Galeotti                              | 27 septembre 1984                           | 172                            |                                | Passeuse                       |
| 9                                           | Chiara Arcangeli                            | 14 février 1983                             | 167                            | 57                             | Libero                         |
| 10                                          | Francesca Ferretti                          | 15 février 1984                             | 180                            | 70                             | Passeuse                       |
| 13                                          | Valentina Diouf                             | 10 janvier 1993                             | 202                            | 89                             | Attaquante                     |
| 15                                          | Sanja Starović                              | 25 mars 1983                                | 195                            | 89                             | Attaquante                     |
| 17                                          | Lana Ščuka                                  | 6 octobre 1996                              | 185                            | 72                             | Réceptionneuse-attaquante      |
| 18                                          | Dóra Horváth                                | 4 mars 1988                                 | 186                            | 75                             | Réceptionneuse-attaquante      |
| ?                                           | Bernarda Ćutuk                              | 22 décembre 1990                            | 187                            | 78                             | Centrale                       |
|                                             |                                             |                                             |                                |                                |                                |
| Encadrement technique                       | Encadrement technique                       |                                             | Légende                        | Légende                        | Légende                        |
| Entraîneur : Alessandro Beltrami            | Entraîneur : Alessandro Beltrami            | Entraîneur : Alessandro Beltrami            | : Capitaine                    | : Capitaine                    | : Capitaine                    |
| Entraîneur(s) adjoint(s) : Enrico Barbolini | Entraîneur(s) adjoint(s) : Enrico Barbolini | Entraîneur(s) adjoint(s) : Enrico Barbolini | : Joueuse blessée actuellement | : Joueuse blessée actuellement | : Joueuse blessée actuellement |

| Équipe type : LJ Volley Modène                                                                             |
| \| Ferretti · # 10 Di Iulio · # 6 Folie · # 7 Diouf · # 13 Horváth · # 18 Heyrman · # 5 Arcangeli · # 9 \| |
| Ferretti · # 10 Di Iulio · # 6 Folie · # 7 Diouf · # 13 Horváth · # 18 Heyrman · # 5 Arcangeli · # 9       |

| Ferretti · # 10 Di Iulio · # 6 Folie · # 7 Diouf · # 13 Horváth · # 18 Heyrman · # 5 Arcangeli · # 9 |